# Birger Holmqvist

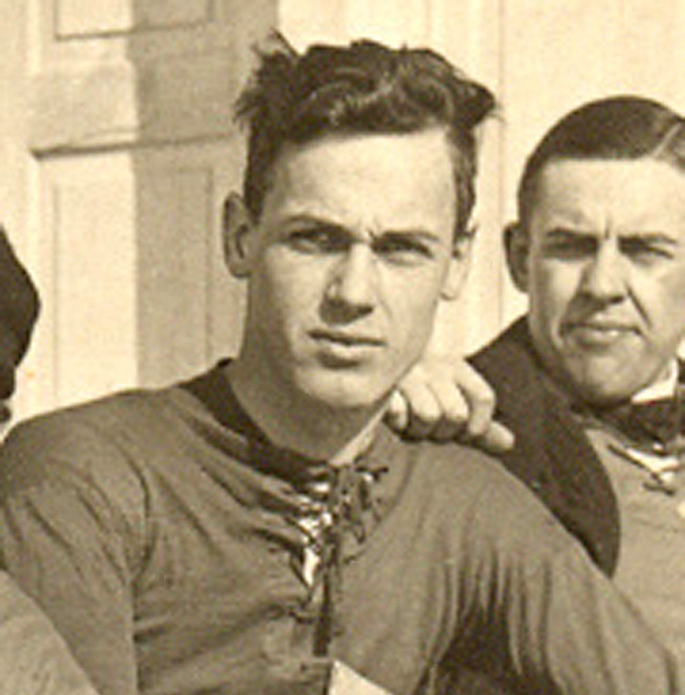
Birger Holmqvist

Birger Ivar „Bigge“ Holmqvist (* 28. Dezember 1900 in Stockholm; † 9. April 1989 ebenda) war ein schwedischer Eishockey- und Bandyspieler. 

## Karriere
Auf Vereinsebene spielte Birger Holmqvist zunächst in der Saison 1920/21 für den Kronobergs IK. Von 1922 bis 1928 spielte der Angreifer für den IK Göta in der schwedischen Meisterschaft und gewann in den Jahren 1922, 1923, 1924, 1927 und 1928 jeweils den nationalen Meistertitel mit seiner Mannschaft. Parallel zum Spielbetrieb mit dem IK Göta lief der Schwede auch regelmäßig für den Berliner Schlittschuhclub in Deutschland auf und gewann mit diesem mehrere Deutsche Meistertitel.  

### International
Für Schweden nahm Holmqvist an den Europameisterschaften 1922, 1923 und 1924 teil. In den Jahren 1922 und 1924 gewann er mit seiner Mannschaft die Silber-, 1923 sogar die Goldmedaille. Zudem stand er im Aufgebot seines Landes bei den Olympischen Winterspielen 1924 in Chamonix sowie 1928 in St. Moritz. Bei den Winterspielen 1928 gewann er mit seiner Mannschaft die Silbermedaille. Als bestes europäisches Team bei den Olympischen Winterspielen gewann er mit seiner Mannschaft den Europameistertitel. 

## Erfolge und Auszeichnungen
- 1921 Deutscher Meister mit dem Berliner Schlittschuhclub
- 1922 Schwedischer Meister mit dem IK Göta
- 1923 Schwedischer Meister mit dem IK Göta
- 1923 Deutscher Meister mit dem Berliner Schlittschuhclub
- 1924 Schwedischer Meister mit dem IK Göta
- 1924 Deutscher Meister mit dem Berliner Schlittschuhclub
- 1925 Deutscher Meister mit dem Berliner Schlittschuhclub
- 1926 Deutscher Meister mit dem Berliner Schlittschuhclub
- 1924 Deutscher Meister mit dem Berliner Schlittschuhclub
- 1925 Deutscher Meister mit dem Berliner Schlittschuhclub
- 1926 Deutscher Meister mit dem Berliner Schlittschuhclub
- 1927 Schwedischer Meister mit dem IK Göta
- 1928 Schwedischer Meister mit dem IK Göta

### International
- 1922 Silbermedaille bei der Europameisterschaft
- 1923 Goldmedaille bei der Europameisterschaft
- 1924 Silbermedaille bei der Europameisterschaft
- 1928 Silbermedaille bei den Olympischen Winterspielen